# Oenanthe familiaris
Az Oenanthe familiaris a madarak osztályának verébalakúak (Passeriformes) rendjébe és a légykapófélék (Muscicapidae) családjába tartozó faj.

## Rendszerezése
A fajt John Wilkes angol nyomdász írta le 1817-ben, a Motacilla nembe Motacilla familiaris néven. Sorolják a Cercomela nembe is Cercomela familiaris néven.

## Alfajai
- Oenanthe familiaris actuosa (Clancey, 1966)
- Oenanthe familiaris angolensis (Lynes, 1926)
- Oenanthe familiaris falkensteini (Cabanis, 1875)
- Oenanthe familiaris familiaris (Wilkes, 1817)
- Oenanthe familiaris galtoni (Strickland, 1853)
- Oenanthe familiaris hellmayri (Reichenow, 1902)
- Oenanthe familiaris omoensis (Neumann, 1904)[2]

## Előfordulása
Angola, Benin, Botswana, Burkina Faso, Burundi, a Dél-afrikai Köztársaság, Kamerun, a Közép-afrikai Köztársaság, a Kongói Demokratikus Köztársaság, Elefántcsontpart, Etiópia, Ghána, Guinea, Kenya, Lesotho, Malawi, Mali, Mauritánia, Mozambik, Namíbia, Nigéria, Ruanda, Szenegál, Szudán, Szváziföld, Tanzánia, Togo, Uganda, Zambia és Zimbabwe területén honos.
Természetes élőhelyei a szubtrópusi vagy trópusi füves puszták, szavannák és cserjések sziklás környezetben, valamint szántóföldek. Állandó, nem vonuló faj.

## Megjelenése
Testhossza 14-15 centiméter, testtömege 13–29 gramm.
|  |

## Életmódja
Rovarokkal és bogyókkal táplálkozik.

## Szaporodása
Fészkelési időszaka áprilistól júliusig tart.

## Természetvédelmi helyzete
Az elterjedési területe rendkívül nagy, egyedszáma pedig stabil. A Természetvédelmi Világszövetség Vörös listáján nem fenyegetett fajként szerepel.